# Frankenstein Reborn (film, 2005)
Pour les articles homonymes, voir Frankenstein Reborn et Frankenstein.
Pour plus de détails, voir Fiche technique et Distribution.
Frankenstein Reborn est un film américain d'horreur et de science-fiction, réalisé par Leigh Scott, sorti en 2005.
Le film est inspiré des personnages de Mary Shelley.

## Fiche technique
- Titre : Frankenstein Reborn
- Titre original : Frankenstein Reborn
- Réalisation : Leigh Scott
- Scénario : Leigh Scott, d'après les personnages de Mary Shelley
- Musique : Regan Christine Remy (créditée en tant que Regan)
- Directeur de la photographie : Steven Parker
- Montage : Leigh Scott
- Direction artistique : Kurt Altschwager, Steve Fish, Silja Stefansson (créditée en tant que Silja Sturludottir)
- Décors : Nancy Piraquive, Melanie Guzek
- Costumes : Amanda Barton
- Maquillage : Missy Lisenby, Eva Lohse
- Effets spéciaux : Thomas Downey, Dan Kaplan, Michael Kallio
- Effets visuels : Leigh Scott
- Cascades : Thomas Downey
- Production : David Michael Latt, David Rimawi, Sherri Strain, The Asylum
- Pays de production :  États-Unis
- Genre : Film d'horreur, Science-fiction
- Durée : 84 minutes
- Date de sortie :
  - États-Unis : 28 août 2005
  - Japon : 2 novembre 2007

## Distribution
- Rhett Giles : Dr Victor Frank
- Thomas Downey : Dr Robert Walton
- Joel Hebner : la créature  / Bryce
- Eliza Swenson (en) : Elizabeth Weatherly
- Jeff Denton : Hank Clerval
- Dan Kaplan : détective Ferrati (crédité en tant que Dan Tana)
- Christina Rosenberg : Rebekkah Clarke
- Sarah Lieving : Jessica Halverson
- Amanda Barton : Dr Emily Hertz
- Monique Jones : Susie (créditée en tant que Alison Johnston)
- Kandis Erickson : Mez
- Alicia Vigil : Wendy
- Lorielle New : Candy
- Leigh Scott : Dr Cadaverella (non crédité)

## Récompenses et distinctions

### Nominations
- Saturn Award 2006 :
  - Saturn Award de la meilleure édition DVD d'un programme télévisé